# 4. ukrajinský front
4. ukrajinský front (rusky 4-й Украинский фронт ) byl název dvou vojenských formací Rudé armády za druhé světové války.

## 4. ukrajinský front (20. října 1943 – 31. května 1944)

### Historie
4. ukrajinský front vznikl 20. října 1943 přejmenováním Jižního frontu.
Do začátku listopadu 1943 dokončil Melitopolskou operaci s výsledkem postupu o 300 km k ústí Dněpru a Perekopské šíji.
V lednu a únoru 1944 se pravé křídlo frontu účastnilo Nikopolsko-Kryvorižské operace ve které společně s 3. ukrajinským frontem zlikvidoval Nikopolské předmostí nepřítele.
V dubnu a květnu 1944 ve spolupráci s Samostatnou přímořskou armádou a Černomořským loďstvem osvobodil Krym.
16. května 1944 Hlavní stan rozhodl o zrušení frontu k 31. květnu, Přímořská armáda zůstala na Krymu, ostatní vojska byla odeslána na jiné úseky fronty, většinou do Běloruska.

### Podřízené jednotky
- 2. gardová armáda (20. října 1943 – 20. května 1944)
- 3. gardová armáda (20. října 1943 – 13. února 1944)
- 5. úderná armáda (20. října 1943 – 29. února 1944)
- 28. armáda (20. října 1943 – 1. března 1944)
- 44. armáda (20. října 1943 – 9. listopadu 1943)
- 51. armáda (20. října 1943 – 20. května 1944)
- 8. letecká armáda (20. října 1943 – 13. května 1944)

- Přímořská armáda (18. dubna – 20. května 1944)
- 4. letecká armáda (18. dubna – 25. dubna 1944)

### Velení
Velitel
- 20. října 1943 – 31. května 1944 – armádní generál Fjodor Ivanovič Tolbuchin

Člen vojenské rady
- 20. října 1943 – leden 1944 – generálplukovník Jefim Afanasjevič Ščaděnko
- leden 1944 – 31. května 1944 – generálmajor (od 20. dubna 1944 generálporučík) Nikita Jegorovič Subbotin

Náčelník štábu
- 20. října 1943 – květen 1944 – generálporučík Sergej Semjonovič Birjuzov
- květen 1944 – 31. května 1944 – generálporučík Feodosij Konstantinovič Korženěvič

| Předchůdce  | '                                                    | Nástupce |
| Jižní front | 4. ukrajinský front 20. října 1943 – 31. května 1944 | -        |

## 4. ukrajinský front (5. srpna 1944 – 25. srpna 1945)

### Historie
Podruhé byl 4. ukrajinský front vytvořen 5. srpna 1944 z levého křídla 1. ukrajinského frontu v sestavě 1. gardové a 18. armády s 8. leteckou armádou. V září a říjnu 1944 s 1. ukrajinským frontem ve Východokarpatské strategické útočné operaci (jejíž částí byla Karpatsko-dukelská operace) osvobodil Podkarpatskou Rus a východní Slovensko. V lednu a únoru v Západokarpatské operaci vojska frontu osvobodila značnou část Československa. Na jaře roku 1945 4. ukrajinský front bojoval na severní Moravě (Ostravské operace), válku zakončil účastí v Pražské operaci.
Po skončení bojů byl front 25. srpna zrušen, bývalé velitelství frontu převzalo řízení Karpatského vojenského okruhu.

### Podřízené svazky
- 1. gardová armáda (5. srpna 1944 – 25. srpna 1945)
- 18. armáda (5. srpna 1944 – 25. srpna 1945)
- 8. letecká armáda (5. srpna 1944 – 25. srpna 1945)

- 38. armáda (30. listopadu 1944 – 25. srpna 1945)
- 60. armáda (6. dubna – 25. srpna 1945)

### Velení
Velitel
- 5. srpna 1944 – 26. března 1945 – generálplukovník (od 26. října 1944 armádní generál) Ivan Jefimovič Petrov
- 26. března – 25. srpna 1945 – armádní generál Andrej Ivanovič Jerjomenko

Člen vojenské rady
- 5. srpna 1944 – 25. srpna 1945 – generálplukovník Lev Zacharovič Mechlis

Náčelník štábu
- 5. srpna 1944 – 2. dubna 1945 – generálporučík Feodosij Konstantinovič Korženěvič
- 2. dubna 1945 – 25. srpna 1945 – generálplukovník Leonid Michajlovič Sandalov

| Předchůdce | '                                                                 | Nástupce                                  |
| -          | velitelství 4. ukrajinského frontu 5. srpna 1944 – 25. srpna 1945 | velitelství Karpatského vojenského okruhu |

| Předchůdce                         | '                                                  | Nástupce |
| levé křídlo 1. ukrajinského frontu | 4. ukrajinský front 5. srpna 1944 – 25. srpna 1945 | -        |

### Národnostní složení
Po vytlačení německých vojsk z území Ukrajiny a Běloruska v letech 1943 a 1944 proběhla mobilizace místních mužů a stoupl tak podíl Ukrajinců a Bělorusů v Rudé armádě. Podle oficiálních údajů k 1. lednu 1945 sloužilo ve 4. ukrajinském frontu celkem 150 912 Rusů, 98 704 Ukrajinců, a 6 074 Bělorusů.